# Iraonogeba (Gunung Sitoli)
Iraonogeba is een bestuurslaag in het regentschap Gunungsitoli van de provincie Noord-Sumatra, Indonesië. Iraonogeba telt 1221 inwoners (volkstelling 2010).